# Thiên thể bên ngoài Sao Hải Vương cộng hưởng
Trong thiên văn học, một thiên thể bên ngoài sao Hải Vương cộng hưởng là một thiên thể bên ngoài Sao Hải Vương (TNO) có cộng hưởng quỹ đạo chuyển động trung bình với Sao Hải Vương. Chu kỳ quỹ đạo của thiên thể có cộng hưởng thì ở trong một tỉ lệ bằng số nguyên đơn với chu kỳ của Sao Hải Vương, ví dụ như 1:2, 2:3... Các TNO cộng hưởng có thể hoặc là một phần của cộng đồng Vành đai Kuiper chính, hoặc là của cộng đồng đĩa phân tán ở xa hơn.

## Phân bố

Phân bố các thiên thể bên ngoài Sao Hải Vương. Các thiên thể có cộng hưởng mạnh hơn có màu đỏ.

Biểu đồ bên mô tả phân bố của các thiên thể bên ngoài Sao Hải Vương đã biết. Các thiên thể cộng hưởng có màu đỏ. Cộng hưởng quỹ đạo với Sao Hải Vương được đặt vào các cột dọc; 1:1 đánh dấu vị trí của quỹ đạo Sao Hải Vương và thiên thể Troia của nó, 2:3 đánh dấu quỹ đạo của Sao Diêm Vương và cácplutino, và 1:2, 2:5... đánh dấu những nhóm nhỏ hơn.
Số hiệu 2:3 hay 3:2 đều nhắc tới cùng một loại cộng hưởng đối với TNO. Không có sự tối nghĩa nào ở đây cả bởi vì theo định nghĩa thì TNO có chu kỳ lớn hơn Sao Hải Vương. Cách sử dụng phụ thuộc vào tác giả và lĩnh vực nghiên cứu.